# Brain Cooler
Brain Cooler er Norges mest solgte slushprodukt. Brain Cooler er en halvfrossen frugtis som drikkes med sugerør eller spises med ske. Produktet laves i en is-maskine hvor koncentratet  fryses sammen med vand indtil der dannes en halvfrossen masse bestående af små iskrystaller med frugtsmag. Resultatet er en smagfuld iskold forfriskning.

## Links
- Brain Cooler hos ASKO Arkiveret 1. januar 2009 hos  Wayback Machine

| Mad og drikke | Spire Denne artikel om mad og drikke er en spire som bør udbygges. Du er velkommen til at hjælpe Wikipedia ved at udvide den. |